# Orthogonis clavata
Orthogonis clavata är en tvåvingeart som först beskrevs av White 1914.  Orthogonis clavata ingår i släktet Orthogonis och familjen rovflugor. Inga underarter finns listade i Catalogue of Life.